# Johnny Wheeler
Pour les articles homonymes, voir Wheeler.
Ne pas confondre avec John Wheeler
Johnny Wheeler, né le 26 juillet 1928 à Crosby (Angleterre) et mort le 16 novembre 2019, est un footballeur anglais qui évoluait au poste de milieu de terrain à Bolton Wanderers et en équipe d'Angleterre.
Wheeler n'a marqué aucun but lors de son unique sélection avec l'équipe d'Angleterre en 1954.

## Carrière
- 1946-1951 :  Tranmere Rovers
- 1951-1956 :  Bolton Wanderers
- 1956-1963 :  Liverpool
- 1963 :  New Brighton AFC

## Palmarès

### En équipe nationale
- 1 sélection et 0 but avec l'équipe d'Angleterre en 1954.

### Avec Bolton
- Finaliste de la Coupe d'Angleterre de football en 1953.

### Avec Liverpool
- Vainqueur du Championnat d'Angleterre de football D2 en 1962.